# インデックス・ケース
インデックス・ケース（英語: index case）は、何らかの病気について、ある集団内で最初に発見された患者をあらわす、疫学上の概念である(p14)。日本語では「初発症例」「発端症例」、「初発患者」(p9)などの訳語があてられる。公衆衛生当局の立場から見ると、インデックス・ケースとは、その病気がその集団内に存在することを初めて知るきっかけとなった指標である(p146)。特定の集団内で短期間に多くの患者が発生する、いわゆるアウトブレイクは、インデックス・ケースの報告を受けておこなわれる積極的疫学調査によって明らかになることが多い。
ヒトからヒトへ伝染する感染症についていうことが多いが、必ずしもそうした感染症だけでなく、病気一般について用いることができる。レジオネラ症、食中毒、各種のアレルギーなど、ヒト＝ヒト感染によらない病気が特定の地域集団で流行した場合において、公衆衛生当局が最初に感知した症例は「インデックス・ケース」である。代々受け継がれてきた遺伝要因のようなものについても、それを家族内で調査するきっかけを作った最初の人（発端者、英: propositus / probandともいう）を指して使用することがある。さらに拡張された用法として、医学文献で最初に報告された症例を指して「インデックス・ケース」と呼ぶこともある。
「集団」としては世帯や街区、学校、病院のような比較的小さなものから、都市、国、大陸のような大きなものまで、さまざまな例が考えられる。最大の集団は「人類全体」である。

## プライマリー・ケース
インデックス・ケースとは別のものであるにもかかわらず、しばしば混同される概念として、「プライマリー・ケース」(英: primary case、第1次症例) がある。これはヒト＝ヒト感染を起こす病気についてのみ用いるもので、その病気をその集団内へ最初に持ち込んだ人物のことを指す。複数の人が同時に持ち込んだ場合、プライマリー・ケースが複数いることになるが、その場合は特に「コプライマリー・ケース」(英: coprimary case) ともいう。（コ）プライマリー・ケースから感染したその集団内の他人は「セカンダリー・ケース」(英: secondary case、第2次症例)、そこからさらに感染したのは「ターシャリー・ケース」(英: tertiary case、第3次症例)、という風に世代を追ってナンバリングすることもある。プライマリー・ケースがたまたま最初に発見されたなら、それはインデックス・ケースと一致する。しかし、調査が相当進んだあとになってプライマリー・ケースが発見される（あるいは推測される）ことも多い。
おなじ概念について、「ペイシェント・ゼロ」ということもある。この語は、後天性免疫不全症候群 (AIDS) の北アメリカでの流行が注目され始めた初期段階においてAmerican Journal of Medicine誌が掲載した論文が使用した「Patient 0」という表現が誤って伝わったことに由来する（後述）。日本語では「ゼロ号患者」（0号患者）と訳される。ここから転じて、医療以外の分野でも、コンピュータネットワーク上で初めてマルウェアに感染した人など、他人へ蔓延する何か良くないものに初めて感染した個体をペイシェント・ゼロと呼ぶことがある。

アウトブレイクについて調査する場合、そのアウトブレイクを引き起こした人物を特定することによって、病気の出所や考えられる伝染状況など、さまざまな情報を得られる可能性がある。とはいうものの、一般にはその公衆衛生上の意義はそれほど大きいものではない。ロンドン大学衛生熱帯医学大学院の感染症疫学者であるデイヴィッド・ヘイマンは、「ペイシェント・ゼロを見つけることが重要な例もあるが、それは患者がまだ生きていて病気を蔓延させている時に限る。大概の場合、特に病気の大きなアウトブレイクの場合、そういうことは必要無い」と述べている。一方で、社会的帰結としては、プライマリー・ケースとされた人間が「悪」「病魔」であるかのようなあつかいを受け、排除の対象となってしまうといった犠牲者非難をもたらすことが多い(p100)。

### ペイシェント・ゼロ

1984年の American Journal of Medicine 誌の論文 から作成した図。AIDSが疑われる症状を示す患者40人が性的関係で繋がっている。各患者を表す円の色は、症状の種類を示す。所在地は診断時の居住地。原図には「0 = Index patient」「1-21 = Sequence of onset」という注釈がある。

後天性免疫不全症候群 (AIDS)は、今日では、ヒト免疫不全ウイルス (HIV) によって生じるものであること、またHIVは性行為などによってヒトからヒトへ伝播することがわかっている。しかし、1980年代初めには、そうした医学的知識はまだ確立していなかった。そのころ、アメリカ疾病予防管理センター (CDC) のウィリアム・ダロウらのチームは、南カリフォルニア州で発見されていたカポジ肉腫やカリニ肺炎の患者（死亡していた場合はその近親者）15人の協力を得て、コンタクト・トレーシングをふくむ一連の調査をおこなった。その結果、アメリカの複数の地域に分布している患者の間に性的なつながりがあったことから、B型肝炎と同様に性行為によって感染しうる感染症である可能性が高いと推論している。この結果を発表した論文は、ある1人の患者について、ロサンゼルスとニューヨークの両方でそれぞれ4人ずつの患者との関係が確認できたと報告した。この患者には図の中で0という番号をあてており、「0 = Index patient」という注釈がある。本文中では「Patient 0」と呼ばれている。
この論文でいう「Patient 0」あるいは「Index patient」が何を意味するかについて、くわしい説明はない。論文本文の記述でも、ロサンゼルスとニューヨークの患者群を架橋する位置にいて、3人に感染させたと推定される、あるいはロサンゼルスで彼と関係を持った4人がその後に発症している、といったことが断片的に書かれている程度である。ところがその後、ジャーナリストのランディ・シルツは、1987年の著書『そしてエイズは蔓延した』で、すでに故人となっていた「Patient 0」にあたる人物を特定した。この本はピューリッツァー賞を受賞し、後に『運命の瞬間/そしてエイズは蔓延した』として映画化された。シルツの本が受容される過程で、「ペイシェント・ゼロ」は単なる匿名化のための符号ではなく、「最初の患者」という意味に受け取られ、さらに「北アメリカに最初にこの感染症を持ち込んだ者」という意味で使われるようになった。この用法がさらに一般化して、今日の英語圏では、疫学でいう「プライマリー・ケース」と同様の意味で使われるようになっている。
2007年に投稿された論文は、遺伝子解析に基づき、現在北アメリカで流行しているHIVの系列は、アフリカからハイチを辿って1969年頃に1人の移民によってアメリカに入ってきたと推定した。また、ミズーリ州セントルイスでAIDS合併症により1969年に死亡したロバート・レイフォードは、1966年以前にHIV感染したと考えられており、北アメリカのHIV系列最初期のキャリアとされている。1984年の論文で描かれた「Patient 0」は、北アメリカで当時すでに多く発生していた患者の1人にすぎない。

### 著名なプライマリー・ケース

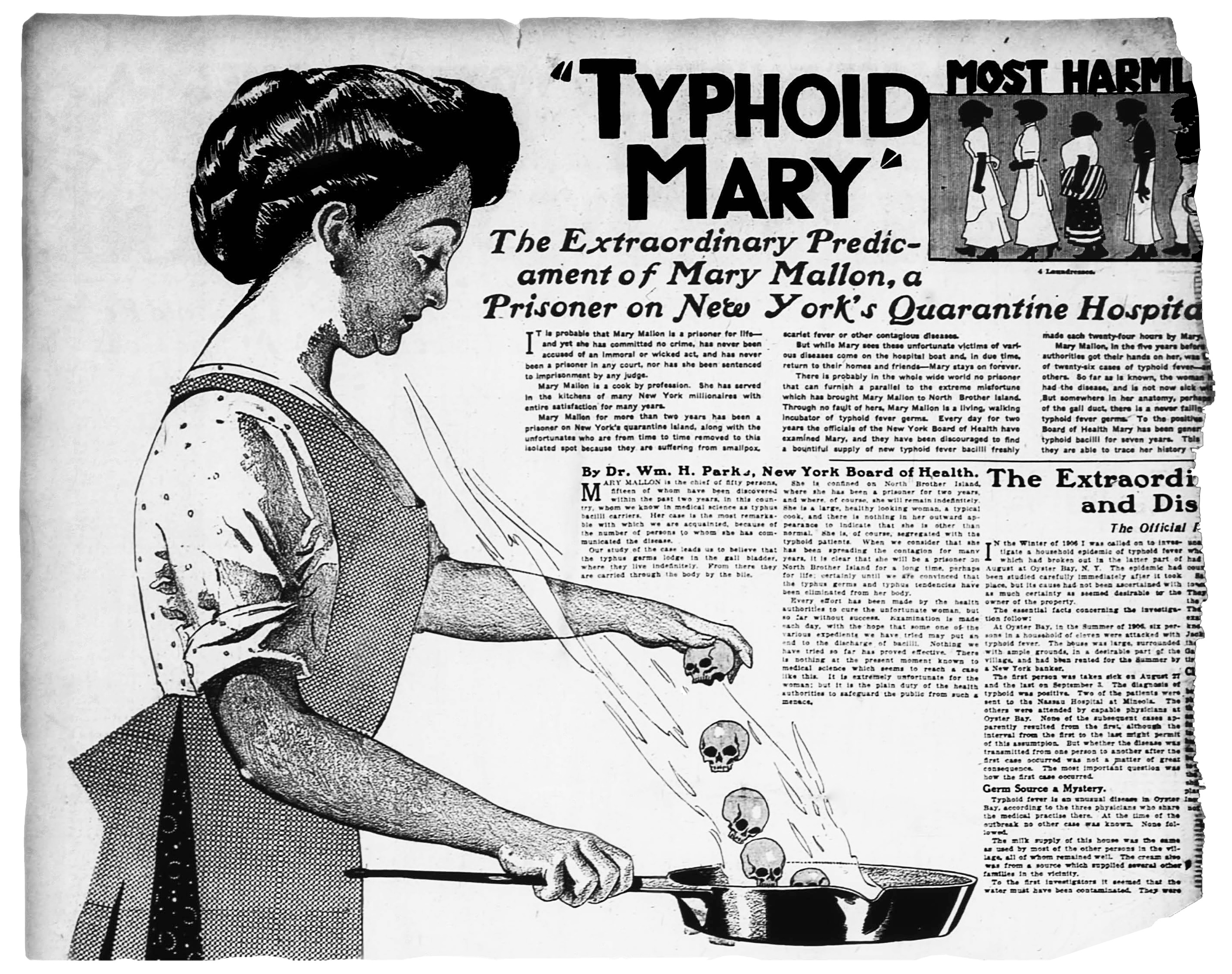
チフスのメアリーについて報じた当時の記事

- 1854年にロンドンで起きたブロード・ストリートのコレラの大発生では、ブロード・ストリート40番地のルイス・ハウス（英: the Lewis House at 40 Broad Street）の乳児がプライマリー・ケースと考えられている（スティーヴン・ジョンソン（英語版）、『感染地図―歴史を変えた未知の病原体（英語版）』、2005年）[31]。

- 「チフスのメアリー」（英: "Typhoid Mary"）として知られるメアリー・マローンは、ニューヨークで起きた1900年代初頭の腸チフスアウトブレイクのプライマリー・ケースである。無症候性キャリアだった彼女は、料理人として働く間に50人近くへ感染を広げた。プライマリー・ケースとして特定後、死亡までニューヨーク・ノース・ブラザー島（英語版）にある病院へ強制隔離された[32][33]。

メトロポール・ホテル9階の見取り図。緑の箇所に宿泊した男性からアウトブレイクが発生した。

- 2003年2月、広東省の医者だった64歳の男性は重症急性呼吸器症候群 (SARS)の治療に携わった後、香港へ行き、メトロポール・ホテル9階に宿泊してアウトブレイクを引き起こした[34][35]。同じ階に宿泊した客が多く感染し、この病気が世界中に広まるきっかけを作ったことが指摘されている[36]。
- 2014年の西アフリカエボラ出血熱流行では、1人の2歳児がプライマリー・ケースになったと考えられている[37]。

### 医療以外の分野での用例
「ペイシェント・ゼロ」の語は、マルウェアに初めて感染し、その後そのマルウェアによる感染を広げたコンピュータ・ユーザを指して使われることがある。

### フィクション
1993年の映画『ゼロ・ペイシェンス』は、AIDSの「ペイシェント・ゼロ」の汚名を着せられた人物が死者の国から戻ってくるというミュージカル映画。
映画『アウトブレイク』では、プライマリー・ケース探しが物語の大筋となっている。映画『コンテイジョン』では、グウィネス・パルトロー演じるエリザベス・エンホフが、架空の致死性ウイルスMEV-1にはじめて感染したプライマリー・ケースとなる。
スマートフォン・ゲーム『Plague inc.』では、プレイヤーの作ったウイルスについて情報を集めるため、CDCにペイシェント・ゼロを探させることができる。ゲーム『Prototype』では、主人公のアレックス・マーサーが、研究所で開発されたウイルスのペイシェント・ゼロとなってしまう。